# Labben (kulle)
Labben är en kulle i Antarktis. Den ligger i Östantarktis. Norge gör anspråk på området. Toppen på Labben är 1 814 meter över havet, eller 95 meter över den omgivande terrängen. Bredden vid basen är 1,4 km.
Terrängen runt Labben är platt åt sydväst, men åt nordost är den kuperad. Trakten är obefolkad. Det finns inga samhällen i närheten.